# 山科持言
山科持言（やましな もちとき、明暦3年（1657年）11月22日 - 元文2年（1737年）8月7日)は、江戸時代前期の公卿。

## 官歴
- 寛文5年（1665年）：従五位上、内蔵頭
- 寛文9年（1669年）：正五位下、右少将
- 寛文12年（1672年）：従四位下
- 延宝元年（1673年）：右中将
- 延宝5年（1677年）：従四位上
- 延宝9年（1681年）：正四位下
- 天和3年（1683年）：春宮亮
- 貞享2年（1685年）：従三位
- 享保3年（1718年）：参議

## 系譜
- 父：山科言行
- 弟：四条隆安
- 子：山科堯言